# Fliegerkompanie 41J
La Fliegerkompanie 41J (terme abrégé en Flik 41J) est un escadron de l'aviation des troupes impériales et royales austro-hongroises pendant la Première Guerre mondiale.

## Histoire
L'escadron est mis sur pied le 21 février 1917 sous le nom de Flik 41. Le J supplémentaire désignant spécifiquement les unités de chasse n'arrive qu'une semaine plus tard.
En mars de la même année, Godwin Brumowski est nommé commandant d'unité, après avoir été transféré sur le front occidental et affecté à la Jasta 24, pour y étudier les techniques allemandes de combat aérien. L'unité bénéficie ensuite de cette expérience.
Le 27 mars 1917, la FliK 41J est envoyée à Sesana près de Trieste est rattachée à la 5e armée austro-hongroise. Comme la plupart des autres Flik, la 41J est en sous-effectif chronique : elle n'a que six avions en état de vol et deux en réserve, contre un effectif théorique de 18 appareils. Toujours dans la même région, la Flik 41J participe à la bataille de Caporetto.
L'unité reste assez peu mobile pendant tout le reste de la guerre : elle alterne entre les bases d'Udine, Campoformido, Aiello del Friuli, Feltre, Torresella (près de Fossalta di Portogruaro) et Portobuffolé. Au cours de l'année 1918, elle sert en soutien à la bataille du Piave.
La Flik 41J a, en son temps, la réputation d'être la meilleure unité de chasse austro-hongroise en activité en raison du grand nombre de pilotes célèbres qui sont passés, plus ou moins brièvement, dans ses rangs.

## Membres célèbres
- Godwin Brumowski
- Frank Linke-Crawford
- Kurt Gruber (en)
- Károly Kaszala (en)
- Miroslav Navratil (en)
- Rudolf Szepessy-Sokoll (en)
- Julius Arigi
- Benno Fiala von Fernbrugg